# Haplorhini
Haplorhini (em português:  Haplorríneo) é uma subordem de primatas e distingue-se da subordem Strepsirrhini, pela estrutura do nariz. O nariz dos haplorinos possui uma membrana ao redor das narinas, não limitando a gama de expressões faciais. Possuem um diâmetro cerebral maior e uma visão melhor, distinguindo cores e chegando a ser quase todos diurnos. Todos os símios possuem um útero de câmara única, e os tarsiiformes, bicordada como os estrepsirrinos. São acostumados a parir uma única cria e o tempo que passam com ela é maior que o dos estrepsirrinos.

## Classificação e evolução
Crê-se que se separaram dos estrepsirrinos há 63 milhões de anos. A primeira divisão no clado dos tarsiídeos se produziu em teoria faz 58 milhões de anos, por isso, muitos autores os colocam como Strepsirrhini.
O resto, Simiiformes (antes Anthropoidea), são os macacos do Velho e Novo Mundo, que até faz pouco, se acreditava que se haviam separado na África, mas hoje com os fósseis achados no Paquistão de Bugtipithecus inexpectans, Phileosimias kamali e Phileosimias brahuiorum se replantou esta asseveração.

## Taxonomia
- Subordem Haplorhini
  - Infraordem Tarsiiformes
    -       -         - Família Omomyidae †
        - Família Tarsiidae

  - Infraordem Simiiformes
    -       -         - Família Eosimiidae †
        - Família Amphipithecidae †

    - Parvordem Platyrrhini: macacos do Novo Mundo
      -         - Família Parapithecidae †
        - Família Proteopithecidae †
        - Família Cebidae: tamarins, capuchinhos, sagüis e micos
        - Família Nyctipithecidae
        - Família Pitheciidae: titis e uacaris
        - Família Atelidae

    - Parvordem Catarrhini: macacos do Velho Mundo
      - Superfamília Cercopithecoidea
        - Família Cercopithecidae: Rhesus

      - Superfamília Hominoidea
        - Família Hylobatidae
        - Família Hominidae